# Rostroculodes borealis
Rostroculodes borealis är en kräftdjursart som först beskrevs av Boeck 1871.  Rostroculodes borealis ingår i släktet Rostroculodes och familjen Oedicerotidae. Inga underarter finns listade i Catalogue of Life.